# 수아이

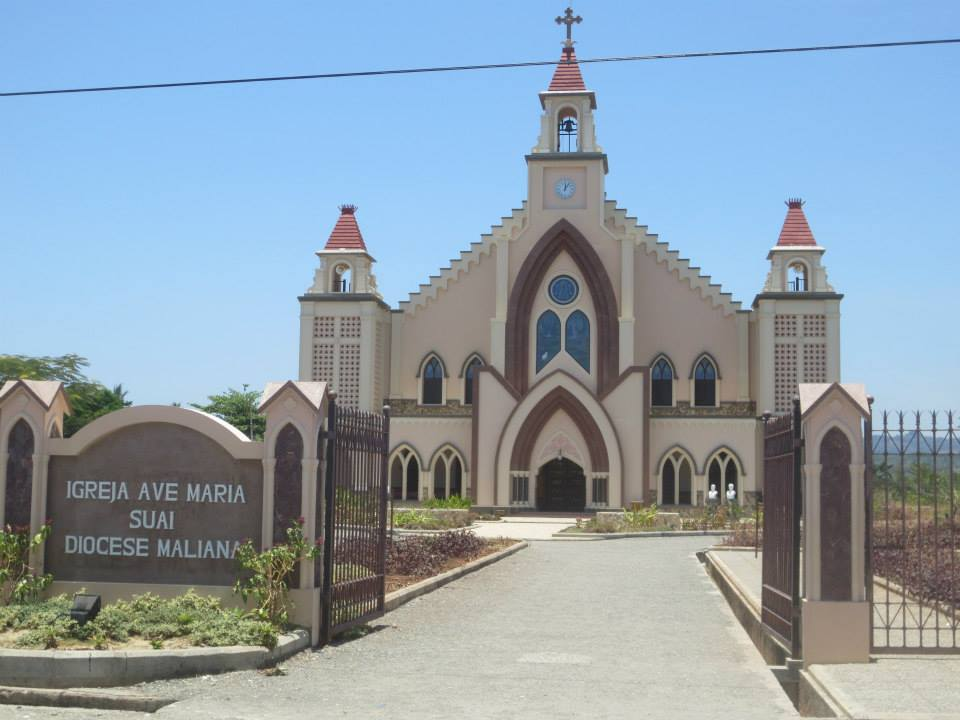
수아이

수아이(포르투갈어: Suai, 테툼어: Suai)는 동티모르의 도시로 코바리마현의 현도이며 면적은 302.60km2, 높이는 13m, 인구는 9,866명(2015년 기준), 인구 밀도는 33명/km2이다. 딜리(동티모르의 수도)에서 남서쪽으로 138km 정도 떨어진 곳에 위치한다.